# Picodon
De Picodon is een Franse kaas uit het gebied van de Ardèche en de Drôme.
De Picodon is een kaas die sinds 2000 het AOC-keurmerk heeft. Het gebied waar de kaas vandaan kan komen zijn de departementen Ardèche en Drôme, het kanton Barjac in de Gard en de enclave Valréas in de Vaucluse. Het is een grotendeels droog, rotsachtig gebied. De geiten die de melk voor de Picodon produceren zijn een zo groot mogelijk deel van de tijd buiten. In de winter krijgen ze alleen hooi en eventueel ter plaatse verbouwd graan. Ook de productie en rijping van de kaas dient plaats te vinden in het AOC-besluit aangegeven gebied.
Zo’n 10% van de Picodon wordt nog ambachtelijk bereid op de boerderijen, zij het wel onder de controle van de AOC-keurders. Er wordt ook rijkelijk met de kaas geëxperimenteerd, in allerlei lokale gerechten is de kaas verwerkt, warm zowel als koud. Daarnaast proberen de kaasmakers zelf ook van alles uit, bijvoorbeeld de gerookte Picodon.
De specifieke smaak van de Picodon is volledig toe te schrijven aan de volle geitenmelk waarvan ze gemaakt is. Geiten produceerden voorheen weinig tot geen melk in de winter, de geitenkaasjes waren met name bedoeld om de voedingsstoffen van de melk in de vorm van kaas voor de winter te bewaren.
De Picodon wordt gemaakt door de geitenmelk te stremmen, de wrongel te snijden en goed uit te laten lekken, in vormen te doen en in de vorm te zouten en minstens eenmaal te draaien (om beide kanten te kunnen zouten) en vervolgens nog een tijd te laten rijpen. Tussen stremmen en verkoop als Picodon AOC dient minimaal 14 dagen te zitten. Na 14 dagen heeft zich al een natuurlijke schimmelkorst ontwikkeld, die zich na langer rijpen - tot 3 maanden - nog verder kan ontwikkelen. De langer gerijpte kaasjes zijn droger en smaakvoller, de jongere kazen hebben een minder uitgesproken maar wel zeer prettige geitenkaas-smaak.